# Джексонвалд (Пенсільванія)
Джексонвалд (англ. Jacksonwald) — переписна місцевість (CDP) в США, в окрузі Беркс штату Пенсільванія. Населення — 3246 осіб (2020).

## Географія
Джексонвалд розташований за координатами 40°19′52″ пн. ш. 75°50′10″ зх. д. / 40.33111° пн. ш. 75.83611° зх. д. (40.331090, -75.836130).  За даними Бюро перепису населення США в 2010 році переписна місцевість мала площу 4,63 км², з яких 4,62 км² — суходіл та 0,00 км² — водойми.

## Демографія
Згідно з переписом 2010 року, у переписній місцевості мешкали 3393 особи в 1174 домогосподарствах у складі 980 родин. Густота населення становила 733 особи/км².  Було 1204 помешкання (260/км²).
Расовий склад населення:
| - 94,0 % — білих - 2,8 % — чорних або афроамериканців - 1,0 % — азіатів - 0,1 % — корінних американців |

До двох чи більше рас належало 1,4 %. Частка іспаномовних становила 2,4 % від усіх жителів.
За віковим діапазоном населення розподілялося таким чином: 27,2 % — особи молодші 18 років, 60,8 % — особи у віці 18—64 років, 12,0 % — особи у віці 65 років та старші. Медіана віку мешканця становила 41,9 року. На 100 осіб жіночої статі у переписній місцевості припадало 97,3 чоловіків;  на 100 жінок у віці від 18 років та старших — 96,0 чоловіків також старших 18 років.
Середній дохід на одне домашнє господарство  становив 101 231 долар США (медіана — 96 058), а середній дохід на одну сім'ю — 105 562 долари (медіана — 101 211). Медіана доходів становила 74 145 доларів для чоловіків та 35 203 долари для жінок. 
Цивільне працевлаштоване населення становило 1667 осіб. Основні галузі зайнятості: освіта, охорона здоров'я та соціальна допомога — 25,2 %, виробництво — 17,8 %, фінанси, страхування та нерухомість — 12,6 %, роздрібна торгівля — 10,1 %.